# Пономарёв, Валерий Михайлович (хоккеист)
Валерий Михайлович Пономарёв (16 ноября 1947, Челябинск — 28 октября 2024, Челябинск) — советский и российский хоккеист и тренер. Мастер спорта СССР, Заслуженный тренер РСФСР.

## Биография
Родился в 1947 году, с детства жил в Челябинске. В юном возрасте увлёкся хоккеем. Занимался в спортивном клубе при Челябинском тракторном заводе.
Выступал за клуб «Трактор» (Челябинск) в сезонах 1965/66—1979/80, был капитаном команды в сезонах—1975/76 и 1977/78, провёл 585 игр. Также выступал за клуб «Рубин» (Тюмень) в сезоне 1980/81.
Финалист Кубка СССР 1973 года и бронзовый призёр чемпионата СССР 1976/77.
Всего в чемпионатах страны провел свыше 590 игр, забросил 71 шайбу. Также выступал в Канаде и США: в составе команды «Трактор» и московского клуба «Спартак» зимой 1976/77 гг.
После окончания выступлений начал работать тренером. Окончил Челябинский государственный институт физической культуры и Высшую школу тренеров. Работал в ДЮСШ Трактор в 1983—1997 гг. Под руководством Пономарева команда челябинских хоккеистов стала серебряным призёром первенства СССР (1986), Спартакиады школьников РСФСР, Спартакиады народов РСФСР (1989), чемпионом первенства СССР (1987-89) и серебряным призёром первенства России (1996). Среди подопечных Пономарёва — Игорь Варицкий, Андрей Сапожников, Валерий Карпов, Олег Давыдов, Вячеслав Долишня, Денис Цыгуров, Эдуард Сидоров.
После несчастного случая и проблем со здоровьем был вынужден оставить тренерскую работу.
Сын Дмитрий (род. 1969) играл в низших лигах.
Пономарёв умер 28 октября 2024 года в Челябинске в возрасте 76 лет.